# When I Goose-Step
«When I Goose-Step» es un sencillo de la banda The Shins, lanzado en 2000 bajo Omnibus Records.

## Lista de canciones
1. "When I Goose-Step" - 2:25
2. "The Gloating Sun" - 1:42

- Datos: Q7992551